# Томингај
Томингај је насељено мјесто у општини Грачац, југоисточна Лика, Република Хрватска.

## Географија
Томингај је удаљен око 7 км сјеверно од Грачаца.

## Историја
Насеље Томингај је добило име по проти Томи Будисављевићу, дједу Георгине Тесле, рођеном 1750. Његова ћерка Софија Будисављевић се удала за проту Николу Мандића и добили су и ћерку Георгину, мајку Теслину. У селу је боравио и српски научник Никола Тесла када га је отац Милутин Тесла послао након опоравка од болести код Николиног ујака проте Петра Мандића, каснијег митрополита дабробоснанског Николаја Мандића. У књизи "Преписка Ђенерала Будислава Будисављевића" из 1911. је сачувано једно писмо проте Милутина Тесле, сину генерала Буде, Александру. У писму, поред осталог стоји и ово: "Супруга моја, унука Кавалира Проте Будисављевића, твоја сродница, добро се држи и мило те поздравља… Дјеце имам, једног сина (Николу) који је свршијо вишу реалку, и три кћери од којих једна се скоро удала у добру кућу, незнам још, оћели јој муж бити беамтер или попо! Сад мој драги пјесниче, ја ти срдачно захваљујем на стиховима и братској честитки! Остајем љубећи те у духу и поздрављајући. Твој ревни поштоватељ и брат Милутин Тесла, Протопр. намјестник."
Томингај се од распада Југославије до августа 1995. године налазио у Републици Српској Крајини. Током операције Олуја многи Срби су прогнани из Томингаја.

## Усташки злочини
На подручју среза Грачац непосредно пред Други светски рат живело је 27.859 становника. Срби су чинили око 70%, Хрвати око 29%, док 1% отпада на Цигане и остале. У току рата укупно је страдало 3.227 лица од тога 2.994 српске националности или 92,77% и 221 Хрвата или 6,84%. Од 2.994 укупно страдала лица српске националности, у директном усташком геноциду убијено је 1.869 или 62,42%.
Први страдају тако што се одазивају усташком позиву за одлазак на рад у Немачку. Међу њима је било 48 мушкараца из села Томингај. Сви су побијени у близини куће Томе Марчетића, где су и затрпани. После рата из те рупе ексхумирано је 130 лешева, што показује да то није једина група која је стигла на „рад“.

## Становништво
Према попису из 1991. године, насеље Томингај је имало 292 становника, међу којима је било 279 Срба и 13 осталих. Према попису становништва из 2011. године, насеље Томингај је имало 26 становника.
| Националност       | 1991. | 1981. | 1971. | 1961. |
| Срби               | 279   | 252   | 326   | 395   |
| Југословени        |       | 14    | 1     | 2     |
| Хрвати             |       |       | 3     | 3     |
| остали и непознато | 13    | 3     | 1     |       |
| Укупно             | 292   | 269   | 331   | 400   |

| Демографија | Демографија | Демографија |
| Година      | Становника  | Становника  |
| ----------- | ----------- | ----------- |
| 1961.       | 400         |             |
| 1971.       | 331         |             |
| 1981.       | 269         |             |
| 1991.       | 292         |             |
| 2001.       | 21          |             |
| 2011.       |             | 26          |

## Попис 1991.
На попису становништва 1991. године, насељено место Томингај је имало 292 становника, следећег националног састава:
| Попис 1991.‍ | Попис 1991.‍ | Попис 1991.‍ | Попис 1991.‍ | Попис 1991.‍ |
| ----------- | ----------- | ----------- | ----------- | ----------- |
|             |             |             |             |             |
| Срби        | Срби        |             | 279         | 95,54%      |
| непознато   | непознато   |             | 13          | 4,45%       |
| укупно: 292 |             |             |             |             |

## Знамените личности
- Георгина Тесла, мајка српског научника Николе Тесле